# U-767
Unterseeboot 767 foi um submarino alemão do Tipo VIIC, pertencente a Kriegsmarine que atuou durante a Segunda Guerra Mundial.

## Comandantes
| Comandante            | Data                                         |
| --------------------- | -------------------------------------------- |
| Oblt. Walter Dankleff | 11 de setembro de 1943 - 18 de junho de 1944 |

## Subordinação
Durante o seu tempo de serviço, esteve subordinado às seguintes flotilhas:
| Período                                      | Flotilha                                  |
| -------------------------------------------- | ----------------------------------------- |
| 11 de setembro de 1943 - 30 de abril de 1944 | 8. Unterseebootsflottille (treinamento)   |
| 1 de maio de 1944 - 18 de junho de 1944      | 1. Unterseebootsflottille (serviço ativo) |

## Operações conjuntas de ataque
O U-767 participou das seguinte operações de ataque combinado durante a sua carreira:
- Rudeltaktik